# Săcelu
Săcelu é uma comuna romena localizada no distrito de Gorj, na região de Oltênia. A comuna possui uma área de 42.06 km² e sua população era de 1768 habitantes segundo o censo de 2007.